# Yui Susaki
Yui Susaki (jap. 須崎優衣 Susaki Yui; ur. 30 czerwca 1999) – japońska zapaśniczka walcząca w stylu wolnym. Złota medalistka olimpijska z Tokio 2020 w kategorii 50 kg i brązowa z Paryża 2024 w tej samej wadze.
Mistrzyni świata w 2017, 2018, 2022 i 2023. Mistrzyni Azji w 2017 i 2024. Pierwsza w Pucharze Świata w 2017 i 2019. Pierwsza na MŚ U-23 w 2022. Mistrzyni świata juniorów w 2018 i 2019; kadetów w latach 2014 - 2016.